# Frankétienne
Frankétienne, pennaam van Frank Étienne (Ravine-Sèche, 12 april 1936 – Delmas, 20 februari 2025) was een Haïtiaans romanschrijver, dichter, toneelschrijver, dramaturg, muzikant, kunstschilder en politicus.

## Levensloop
Hij werd geboren als gevolg van een verkrachting van zijn moeder toen zij een leeftijd had van veertien jaar. Dat gebeurde door een blanke Amerikaan, waardoor hij een relatief blanke huid heeft en blauwe ogen.
In 1962, aan het begin van het Duvalier-tijdperk (Papa Doc en Baby Doc), hield hij zich vaak op bij een literaire Haïtiaanse club, met schrijvers als Anthony Phelps, René Philoctète, Serge Legagneur en Roland Morisseau. De situatie verslechterde echter snel voor intellectuelen en zij verruilden het land en masse voor Canada, Frankrijk of Afrika. Zijn eerste gedichtenbundel, Au Fil du Temps, schreef hij in 1964.
Frankétienne besloot in Haïti te blijven om te schrijven en te strijden. Zijn werken zijn veelal getuigen van de geschiedenis die het land doormaakte. Hij schreef een groot aantal gedichtenbundels, romans en theaterstukken in het Frans en ook een tiental in het Haïtiaans-Creools.
Als schilder maakt hij kleurrijke abstracte kunst waarin hij vaak voor de kleuren rood en blauw kiest.
Naast zijn kunstzinnige werk was Franck Étienne schooldirecteur en in 1988 kortstondig minister van cultuur.
Frankétienne overleed op 20 februari op 88-jarige leeftijd.

## Erkenning
Frankétienne werd meermaals onderscheiden, waaronder in 2006 met de Nederlandse Prins Claus Prijs. In 2010 werd hij uitgeroepen tot commandeur in de Franse Orde van Kunst en Letteren. Hetzelfde jaar riep de UNESCO hem uit tot kunstenaar voor de vrede.